# سوزان جابر
سوزان محمد جابر بطلة سيدات مصر والثانية عربيًا برماية الأطباق الطائرة. هي مدرسة لغة إنجليزية وطالبة ماجستير وبطلة رياضية تحرص على التدريب الأسبوعي وتنظيم الرحلات لحضور المسابقات الدولية التي تمثل فيها مصر. تبلغ من العمر ثمانية وعشرين عامًا، وحصلت على جميع البطولات المحلية لعدة سنوات متتالية وكذلك مثلت مصر في المباريات الدولية في أفريقيا وقبرص وإيطاليا والكويت والمغرب.